# Ambasada Finlandii w Polsce

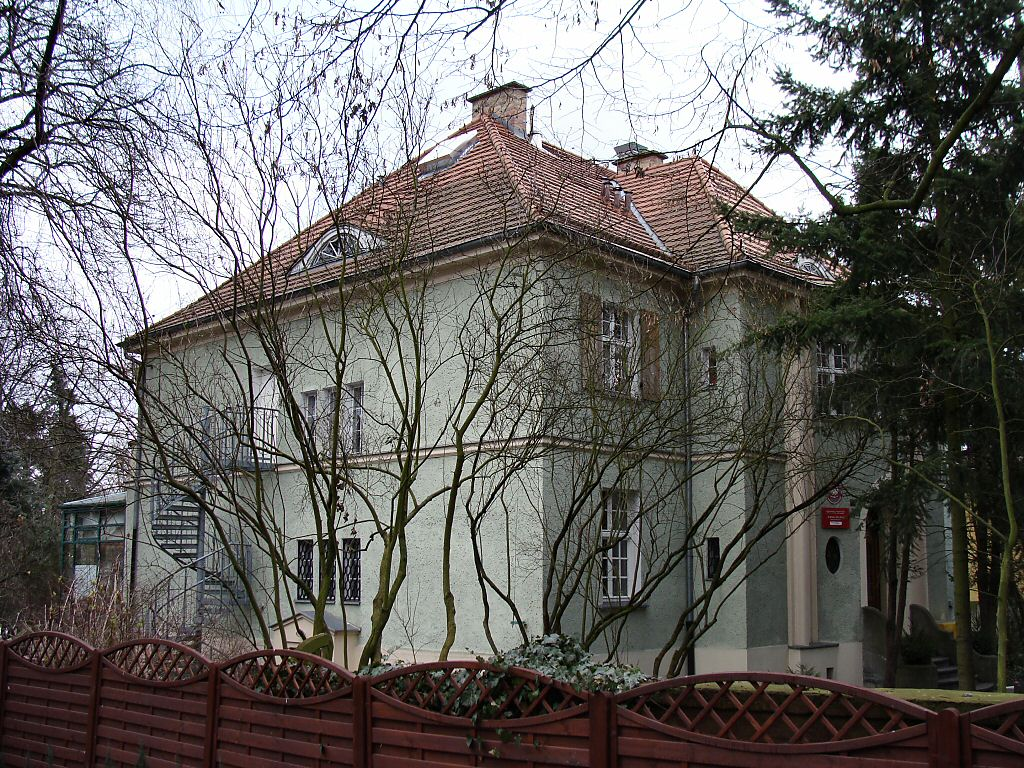
Dawna siedziba wicekonsulatu Finlandii w Szczecinie w al. Wojska Polskiego (do 1964)

Ambasada Finlandii w Polsce, Ambasada Republiki Finlandii (fiń. Suomen suurlähetystö Puolassa) – fińska placówka dyplomatyczna znajdująca się przy ul. Fryderyka Chopina 4/8 w Warszawie.

## Podział organizacyjny
W skład przedstawicielstwa wchodzi:
- Fińskie Centrum Handlowe Finpro (ang. Finpro Poland Finland Trade Center)

## Siedziba

### W okresie międzywojennym
Po odrodzeniu Rzeczypospolitej, pierwsza siedziba poselstwa tego kraju w Polsce mieściła się w Hotelu Bristol przy ul. Krakowskie Przedmieście 42-44 (1919), kolejne – w Hotelu Europejskim przy ul. Krakowskie Przedmieście 13 (1922–1923), i w Kamienicy Goldstanda przy pl. Napoleona 3 (1922–1939).

### Okres powojenny
Problem z siedzibą powtórzył się w 1945. Przez trzy lata fińskie przedstawicielstwo miało swoją siedzibę w Hotelu Polonia w Al. Jerozolimskich 45 (1945–1948), następnie przy ul. Humańskiej 10 (1948–1975) oraz przy ul. Chocimskiej 6 (1950–1974). Rezydencja posła mieściła się przy ul. Szustra/J. Dąbrowskiego 48 (1948). W 1955 poselstwo podniesiono do rangi ambasady. W 1975 władze fińskie otworzyły nową siedzibę ambasady przy ul. F. Chopina 4/8 (proj. Erik Adlercreutz). Biuro Handlowe ulokowano przy ul. Humańskiej 10 (1991–1993).
W okresie 1949–1964 władze Finlandii utrzymywały konsulat w Szczecinie, z siedzibą kolejno: w hotelu „Orbis-Continental” w al. 3 Maja 1 (1948–1949), przy ul. Tetmajera 4 (1949–1951), ul. Bolesława Prusa 4 (1951–1956), w willi Lindnera z 1925 w al. Wojska Polskiego 211 (1956–1964), ostatnio jako wicekonsulat. Funkcjonował też konsulat Finlandii w Trójmieście, z siedzibą kolejno w Gdyni przy ul. Karpackiej 6 (1946–1948) i w Domu Marynarza Szwedzkiego przy ul. Jana z Kolna 25 (1955–1966), Sopocie przy ul. Żeromskiego 12 (1976–1986) i w Gdańsku przy ul. Grunwaldzkiej 132 (agencja konsularna w 1990).